# 武寧路

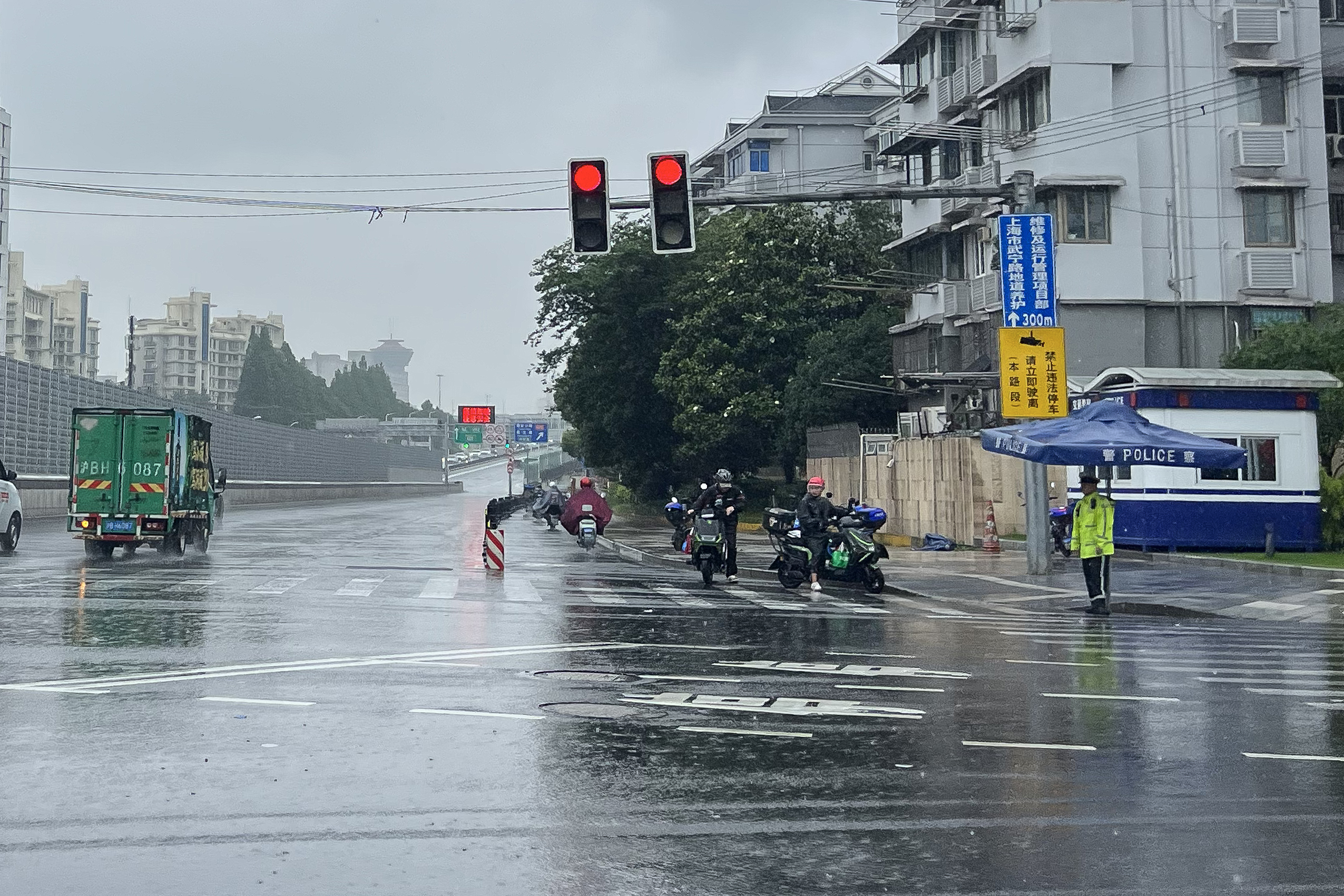
大渡河路以西路段，可见武宁路地道西出口与京沪高速相接处

武寧路是中國上海市的一条道路，以江西武寧縣命名，起点位于真北路，终点位于长寿路，接武宁南路。1954至1956年間，在修建武宁路桥的同时，先辟長壽路至中山北路一段，1958年又伸筑到曹杨路，与随后辟筑的曹安路相接，成为嘉定及江苏省进入上海市中心区的要道。经几次拓宽，现长2053米，宽18至35米，沥青混凝土路面，该路中段是普陀區区内商业中心之一，东新路口建有人行立交桥。滬寧高速通車後，起點為武寧路，但武寧路滬寧高速起點至中山北路的上海內環高架路之間路段並非高速道路，導致上海內環轉向滬寧高速的車輛時常在武寧路發生擁堵現象。
为解决拥堵问题，2018年1月，武宁路地道開工建設，工程西接上海中环線东侧，向东穿越内环高架路后至东新路，2022年12月9日通车，此後車輛从沪宁高速進入上海，到内环均为快速道路。

## 相交道路
- 西接曹安路
- 大渡河路
- 杨柳青路
- 兰溪路
- 曹杨路
- 真华南路
- 中山北路
- 东新路
- 普雄路
- 长寿路
- 东接武宁南路